# Бранислава Илић
Бранислава Илић (Ниш, 1970) српска је драмска списатељица, драматург, сценаристкиња, глумица и прозаисткиња.

## Биографија
У Нишу је завршила Средњу глумачку школу. Дипломирала је драматургију на Факултету драмских уметности у Београду. Први ангажман — глумачки и драматуршки — имала је у Народном позоришту у Нишу.
Три године је радила као драматург у Народном позоришту у Београду (2008—2010). Сарађивала је на представама и у Српском народном позоришту у Новом Саду, Атељеу 212 у Београду, Позоришту „Тоша Јовановић“ у Зрењанину, Крушевачком позоришту, Пулс театру у Лазаревцу, Звездара театар у Београду, Мадлениануму у Земуну, Хрватском народном казалишту „Иван пл. Зајц“ на Ријеци, Битеф театру у Београду, НУ Драмски театар у Скопљу, ОП ДАДОВ у Београду. Позориште младих у Новом Саду,  Селекторка 55. и 56. Фестивала професионалних позоришт Србије "Јоаким Вујић" у Краљеву и Врању, Селекторка 16. Јоакимфеста, Међународног позоришног фестивала.
Приче и драме су јој објављиване у часописима и збиркама. Илићева има реализовано више десетина радио драмских минијатура као и неколико сценарија за различите ТВ формате.

## Награде и признања (избор)
- „Јован Стерија Поповић“ за драму Тело — Конкурс Стеријиног позорја за нови драмски текст;[3]
- Награда „Борислав Михајловић Михиз“ за драмско стваралаштво;
- Годишња награда Народног позоришта Београд (драматуршки тим);
- Годишња похвала Народног позоришта за драматуршки рад на представи Јесте ли за безбедност.
- Годишња награда ДАДОВ-а.
- Награда за текст /драматизацију романа "Лето кад сам научила да летим", Јасминке Петровић на 17. Малом Јоакиму

## Књиге драма
- Театар паланке, Нишки културни центар, Ниш, 2007.
- Бако, нећу да постанем чудовиште, Градска библиотека „Жарко Зрењанин“ и НП „Тоша Јовановић“ из Зрењанина, 2015.
- Заглављени, по мотивима романа Заједно сами Марка Шелића Марчела, ОП Дадов 2010; Беоштампа 2012; и Лагуна 2015.
- Драме/Plays, двојезично издање драма, Српска читаоница Ириг и Фонд „Борислав Михајловић Михиз“, 2017.[4]

## Изведене ауторске драме (избор)
- Улица, штап и канап (ауторска);
- Злочин и разговори (р. К. Младеновић);
- Заглављени (р. Д. Михајловић);
- Тело (р. С. Бодрожа);
- Бако, нећу да постанем чудовиште (р. П. Штрбац);
- Не пристајем (р. К. Крнајски);
- Пад (коауторски текст Б. Илић/К. Младеновић)
- My name is Goran Stefanovski  (по мотивима из драма и есеја Горана Стефановског, р. Б.Мићуновић)
- Гуливерова путовања (Бранислава Илић/ Нина Плавањац, р. К.Младеновић)
- Је ли слободно? (р. П.Стојменовић)
- Хипнос и Танатос (текст и режија)

## Представе са драматуршким уделом (избор)
- Луди од љубави, С. Шепард;
- Ножеви у кокошкама, Д. Херовер;
- Одабрани и уништени, И. Јовановић/Д. Петковић/М. Тодоровић;
- Витамини, В. Јон;
- Дервиш и смрт, М. Селимовић/Б. М. Михиз/Е. Савин;
- Нова Страдија, С. Басара;
- Животињско царство, Р. Шимелпфениг;
- Зоран Ђинђић, О. Фрљић;
- Дон Кихот, М. де Сервантес;
- Чаробна фрула (опера за децу), В. А. Моцарт
- Пад, Б. Илић/К. Младеновић.
- Случајеви Lost in Serbia
- Јесте ли за безбедност
- My name is Goran Stefanovski
- Рехниц, Е.Јелинек (адаптација)
- Лето кад сам научила да летим, драматизација романа Јасминке Петровић, р: Г.Головко